# Tregellasia leucops
Il pigliamosche australiano facciabianca (Tregellasia leucops Salvadori, 1876) è un uccello della famiglia dei Petroicidi originario della Nuova Guinea e dell'Australia nord-orientale.

## Tassonomia
Attualmente vengono riconosciute dieci sottospecie di pigliamosche australiano facciabianca:
- T. l. leucops (Salvadori, 1876) (Nuova Guinea nord-occidentale);
- T. l. mayri (Hartert, 1930) (Nuova Guinea occidentale);
- T. l. heurni (Hartert, 1932) (monti Weyland, nella Nuova Guinea centro-occidentale);
- T. l. nigroorbitalis (Rothschild e Hartert, 1913) (versanti meridionali dei monti Nassau e Oranje, nella Nuova Guinea centro-occidentale);
- T. l. nigriceps (Neumann, 1922) (Nuova Guinea centrale);
- T. l. melanogenys (A. B. Meyer, 1893) (Nuova Guinea settentrionale e nord-orientale);
- T. l. wahgiensis Mayr e Gilliard, 1952 (Nuova Guinea centro-orientale);
- T. l. albifacies (Sharpe, 1892) (Nuova Guinea sud-orientale);
- T. l. auricularis (Mayr e Rand, 1935) (Nuova Guinea meridionale);
- T. l. albigularis (Rothschild e Hartert, 1907) (Australia nord-orientale).

## Distribuzione e habitat
Il pigliamosche australiano facciabianca vive nelle foreste pluviali tropicali, sia di pianura che di montagna, della Nuova Guinea (dove si incontrano nove delle dieci sottospecie) e dell'Australia nord-orientale.